# Enoch zu Guttenberg

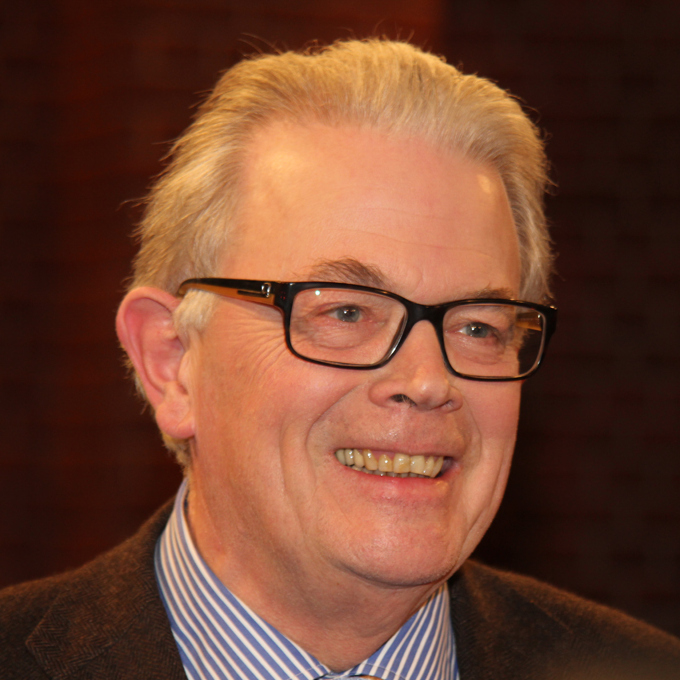
Enoch zu Guttenberg, 2012

Georg Enoch Robert Prosper Philipp Franz Karl Theodor Maria Heinrich Johannes Luitpold Hartmann Gundeloh Buhl-Freiherr von und zu Guttenberg (* 29. Juli 1946 in Guttenberg; † 15. Juni 2018 in München) war ein deutscher Dirigent.

## Biografie

### Familie
Enoch zu Guttenberg entstammte dem fränkischen Adelsgeschlecht Guttenberg. Er wurde im Sommer 1946 als einziger Sohn und zweites von fünf Kindern des späteren Parlamentarischen Staatssekretärs im Bundeskanzleramt Karl Theodor Freiherr von und zu Guttenberg und dessen Ehefrau Rosa Sophie (geb. Prinzessin von Arenberg, 1922–2012) geboren.
Enoch zu Guttenberg war von 1971 bis 1977 mit Christiane Gräfin von und zu Eltz (* 1951) verheiratet. Aus dieser ersten Ehe stammen die beiden Söhne Karl-Theodor zu Guttenberg und Philipp Franz zu Guttenberg. Enoch zu Guttenberg war von 1997 bis 2017 mit der Dirigentin Ljubka Biagioni verheiratet. Aus dieser Ehe entstammen zwei Söhne, die 2003 und 2005 geboren wurden.
Zuletzt war er mit der aus München stammenden Sopranistin Susanne Bernhard verlobt.

### Musik
Enoch zu Guttenberg hatte privaten Unterricht in Komposition und Dirigieren in München und Salzburg. Einer seiner Lehrer war Carl Feilitzsch. 1967 gründete er die Chorgemeinschaft Neubeuern. 1997 wurde ihm die Leitung des freien und projektbezogenen Orchesters Klangverwaltung übertragen. Zahlreiche Einspielungen auf CD dokumentieren diese Zusammenarbeit. Im Jahr 2000 leitete Enoch zu Guttenberg im Königsschloss Herrenchiemsee ein siebentägiges Bachfest. Daraus entstanden im folgenden Jahr die Herrenchiemsee Festspiele, die seither jährlich unter Guttenberg als Intendant auf der Insel Herrenchiemsee veranstaltet wurden. Ab Mai 2003 war Guttenberg Ehrendirigent der Hofer Symphoniker.

### Umweltschutz
Guttenberg war stark im Umweltschutz engagiert. Er war 1975 Mitgründer des Bundes für Umwelt und Naturschutz Deutschland (BUND). Im Mai 2012 trat er aus diesem aus, weil er die seiner Meinung nach landschaftszerstörenden Windkraftanlagen im Gegensatz zum BUND ablehnte und er dem BUND Käuflichkeit unterstellte. Enoch zu Guttenberg hat seine Kritik am BUND aufrechterhalten. Den Vorsitzenden Hubert Weiger bezeichnete er in einem 2016 erschienenen Buch als „Werbeoffizier der Windindustrie“. Guttenberg warf Weiger vor, zu wenig gegen den Bau von Windparks vorzugehen und dadurch einen Beitrag zur Zerstörung von Natur und Landschaft zu leisten. Weiger rede auch den Tod von Vögeln durch Windkraftanlagen klein. Der BUND hatte Guttenberg wegen seiner kritischen Äußerungen verklagt, aber im April 2016 die Klageschrift zurückgezogen, laut Guttenberg aus „Angst vor der Macht der Wahrheit“.

### Politik
Enoch zu Guttenberg war seit 2007 Mitglied im Kuratorium der ÖDP-nahen Stiftung für Ökologie und Demokratie. Er war zunächst Mitglied der CSU, trat aber im Jahr 1992 nach einem Konflikt mit dem damaligen Bayerischen Ministerpräsidenten Max Streibl aus, weil dieser sich weigerte, an einer Demonstration gegen Antisemitismus teilzunehmen. Später trat Guttenberg auf Drängen seines Sohnes Karl-Theodor wieder in die Partei ein. Mediale Aufmerksamkeit erregte er auch, als er im Rahmen der Plagiatsaffäre Guttenberg äußerte, dass er eine solche „Menschenjagd“ nach 1945 für nicht mehr möglich gehalten habe.

### Vermögen
1952 erhielt Enochs Vater Karl Theodor, der zuvor von Frida Piper-von Buhl, geb. Russell, adoptiert worden war und dadurch den Nachnamen Buhl erworben hatte, nach deren Tod das Weingut Reichsrat von Buhl in Deidesheim. Enoch erbte das Gut 1972 von seinem Vater Karl Theodor. 1989 wurde das Gut an japanische Investoren verpachtet, seit 2005 gehört es zur Unternehmensgruppe Niederberger.
Im Oktober 2010 schätzte das Manager Magazin das Vermögen von Enoch zu Guttenberg in der Sonderausgabe Die 500 reichsten Deutschen auf 400 Millionen Euro. Ursprung des Vermögens seien neben Großgrundbesitz Anteile an der Rhön-Klinikum AG gewesen. Im März 2002 verkaufte die Familie Unternehmensanteile mit einem damaligen Börsenwert von 260 Millionen Euro an die Bayerische Hypo- und Vereinsbank.
Guttenberg übertrug sein Vermögen und seinen Grundbesitz, inklusive Familienschloss samt Inventar und Forstbetrieben im Landkreis Kulmbach, einer privatnützigen österreichischen Privatstiftung mit Sitz in Radmer. Philipp Franz zu Guttenberg, der jüngere Sohn, hat nach der Aufteilung des Erbes das Schloss und das Familienunternehmen übernommen. Die Freiherrlich von und zu Guttenberg’sche Familienstiftung wurde am 31. Oktober 2008 im österreichischen Kurort Semmering angemeldet.

### Ableben
Enoch zu Guttenberg starb im Juni 2018 im Alter von 71 Jahren. An der katholischen Trauerfeier nahmen 2000 Gäste teil, darunter waren Markus Söder, Joachim Herrmann, Monika Hohlmeier, Melanie Huml und Franz von Bayern.

## Ehrungen und Auszeichnungen
Für seine Arbeit erhielt Guttenberg mehrere Auszeichnungen, darunter das Bundesverdienstkreuz 1. Klasse, den Bayerischen Poetentaler (1994), die Bayerische Staatsmedaille für Verdienste um die Umwelt (2009) sowie den Bayerischen Verdienstorden. Den Deutschen Kulturpreis ECHO Klassik gab er im April 2018 als Reaktion auf die Preisverleihung an die Rapper Kollegah und Farid Bang zurück. Diesbezüglich sprach er „von einem schmutzigen Menetekel für eine furchtbare Zeit, die angebrochen“ sei.
2015 wurde Guttenberg Ehrenpräsident im neu gegründeten Verein für Landschaftspflege und Artenschutz in Bayern (VLAB).
Er war Ehrenbürger der Gemeinden Guttenberg und Neubeuern.
Zu Guttenberg war Komtur des Königlich Bayrischen Hausritterordens vom Heiligen Georg, dem Hausorden des Hauses Wittelsbach.

## Veröffentlichungen
- mit Konrad Lorenz und Hubert Weinzierl: Gnade für die Schöpfung. Ökologie und Theologie im Widerstreit? Morsak, Grafenau 1981, ISBN 3-87553-164-7.
- Musizieren gegen den Untergang. Ein Versuch. Villa Musica, Mainz 1990, ISBN 3-9802665-0-8.
- "Ich habe Heimweh". Interview mit Constantin Magnis. In: Cicero. Nr. 97, Dezember 2009.
- Enoch zu Guttenberg. Dirigent, Intendant, Umweltschützer. Im Gespräch mit Constantin Magnis. Fotos von Markus C. Hurek. Propyläen Verlag, Berlin 2011, ISBN 978-3-549-07421-3.
  - Auszug: Enoch zu Guttenberg – Familienerbe ist mehr Last als Lust. Interview von Constantin Magnis mit Enoch zu Guttenberg, 10. Juli 2011. In: Cicero. 10. Juli 2011, S. 1–3 (online), archiviert vom Original (nicht mehr online verfügbar) am 23. September 2011; abgerufen am 25. Juni 2018.
- Stählerne Monster. In: Georg Etscheit (Hrsg.): Geopferte Landschaften. Wie die Energiewende unsere Umwelt zerstört. Heyne, München 2016, ISBN 978-3-453-20127-9, S. 27–41 (eingeschränkte Vorschau in der Google-Buchsuche).
- Spiel wider die Finsternis. In: zeit.de, 17. August 2018 („Er war einer der größten deutschen Dirigenten. Vor wenigen Wochen ist Enoch zu Guttenberg gestorben. Bis zuletzt schrieb er an diesem Text über die großen Passionen Johann Sebastian Bachs. Eine Feier der Erlösung und ein Sieg über den Tod.“) Gekürzte Fassung des Artikels Musikalische Verkündigung: Bachs Johannespassion. In Diakonia. Internationale Zeitschrift für die Praxis der Kirche. 49 (2018), S. 154–162 (herder.de [Zusammenfassung frei abrufbar]).
- Exkurs: Lampenfieber. In: Peter Zwanger (Hrsg.): Angst und Gesellschaft mit Fokusbeitrag zur Corona-Pandemie. Medizinisch Wissenschaftliche Verlagsgesellschaft, Berlin 2021, ISBN 978-3-95466-640-9, S. 67–72.

## Film
- Deutsche Dynastien – Die Guttenbergs. Dokumentation von EinsPlus vom 22. November 2010. In: Das Erste. 21. Februar 2011, archiviert vom Original (nicht mehr online verfügbar) am 5. Mai 2021 (44 Minuten).